# Jerzy Łukaszewicz
Jerzy Łukaszewicz est un directeur de la photographie, réalisateur, scénariste et professeur d'art cinématographique polonais né le 7 septembre 1946 à Chorzów.

## Biographie
Jerzy Łukaszewicz est né le 7 septembre 1946 à Chorzów, dans la voïvodie de Silésie, en Pologne.
Il est diplômé du VII Liceum Ogólnokształcące im. Harcerzy Obrońców Katowic w Katowicach (pl).
En 1968, il termine ses études au département de cinématographie de l'école nationale de cinéma de Łódź, il reçoit son diplôme en 1969.
Le 17 mai 2006, il a reçu le titre de professeur d'arts cinématographiques.
Depuis 1994, il est universitaire (depuis 2010, professeur titulaire) à la faculté de radio et de télévision Krzysztof Kieślowski de l'université de Silésie à Katowice (pl).
Il débute sa carriere de réalisateur avec son film Przyjaciel wesołego diabła.